# دوغ دوساي
دوغ دوساي (بالإنجليزية: Doug Ducey) (و. 1964 – م) هو سياسي، رجل أعمال من الولايات المتحدة الأمريكية ولد في توليدو، أوهايو.

## التعليم
تعلم في جامعة ولاية أريزونا.